# Хотмижськ (Борисовський район)
Хотмижськ (рос. Хотмыжск) — село (з 1928 року) в Росії, адміністративний центр Хотмижського сільського поселення Борисовського району Бєлгородської області. Розташоване біля злиття річок Міловий Колодязь, Рогозна та Ворскла на озері Бездонному. До 1928 року Хотмижськ був містом. До 1838 року — повітовим містом Хотмижського повіту.
Населення міста становить 1138 осіб (2007).

## Географія
Село розташоване на злитті річок Ворскла (притока Дніпра), Міловий Колодязь та Рогозна, на березі озера Бездонне, на кордоні з Україною.

## Історія

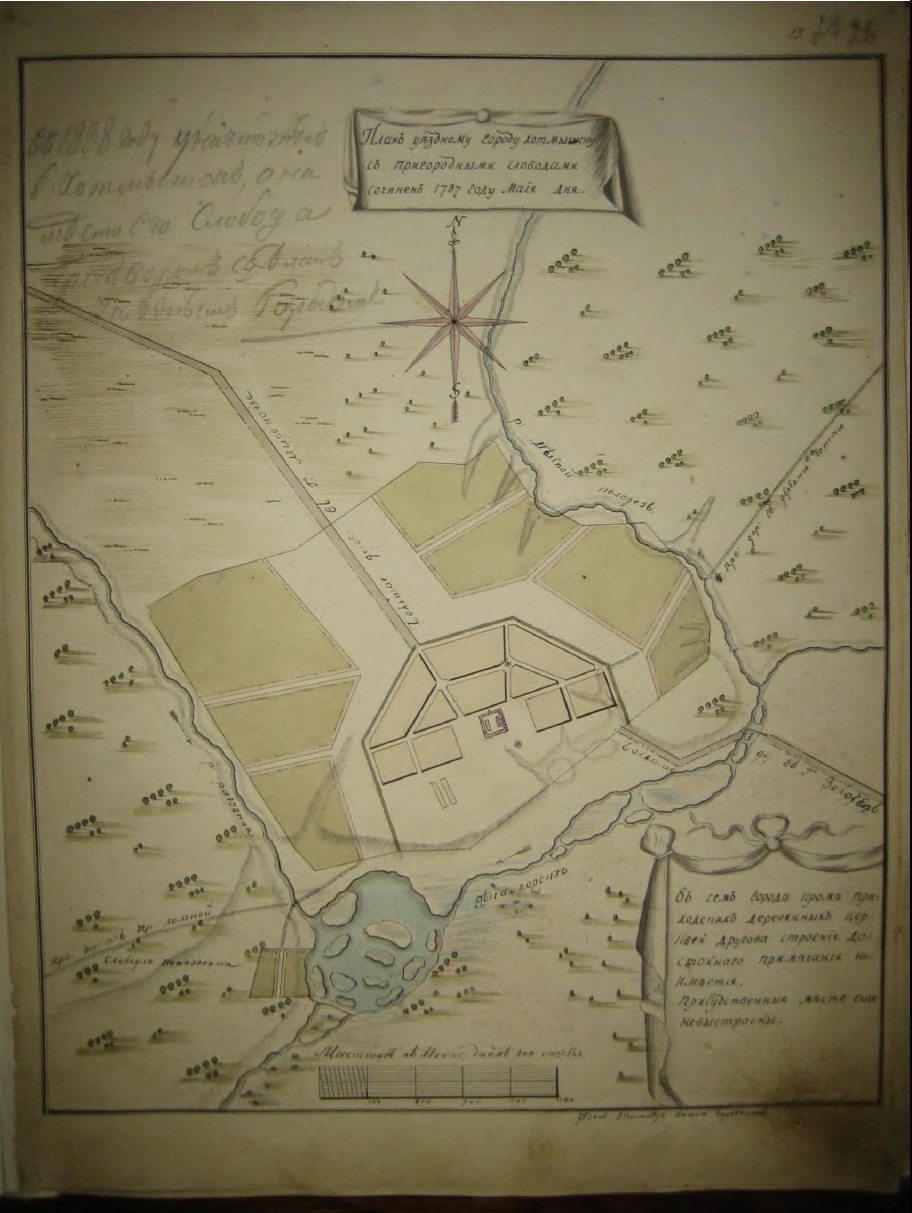
Мапа повітового міста Хотмижськ у 1787 році

Перше письмове згадування Хотмижська в літописах зустрічається в Списку руських міст далеких і близьких, як «Хотмишль на Ворсклі» (1387—1392).
У 1430—1432 роках Хотмижськ згадується серед міст, що належали Великому князю Литовському та Великому князю Руському Свидригайлу Ольгердовичу.
1506 року Хотмижськ згадується в Ярлику Кримського хана Менґлі Ґерая Сигізмунду Королю Польщі Великому князю Литовському та пану і дідичу Русі. Місто розташовувалося поряд з Муравським шляхом.
У XV—XVI століттях Хотмижськ запустів й був відроджений лише у 1640 році. Саме в цьому році московські військові підрозділи під керівництвом воєвод Василя Толстого та Гаврили Бокина почали забудову фортець Хотмижськ та Вільне. Розташовані вони були на Хотмижському городищі та на Вільному кургані. На будівництво двох фортець було видано з казни 13 532 карбованців.
Перша дерев'яна церков Воскресіння Христова була побудована одночасно з заснуванням фортеці в 1640 році.
У березні 1641 року до нової фортеці прибуває новий воєвода Ф. Т. Пушкін. Він прийняв фортецю у воєводи Толстого, зоставивши своє незадоволення її станом.
1650 року фортеця була перебудована воєводою Кирилом Арсеньєвим.
1709 року, за часів Північної війни, невдовзі перед Полтавською битвою, Хотмижськ та Бєлгород були тиловою базою російських військ.

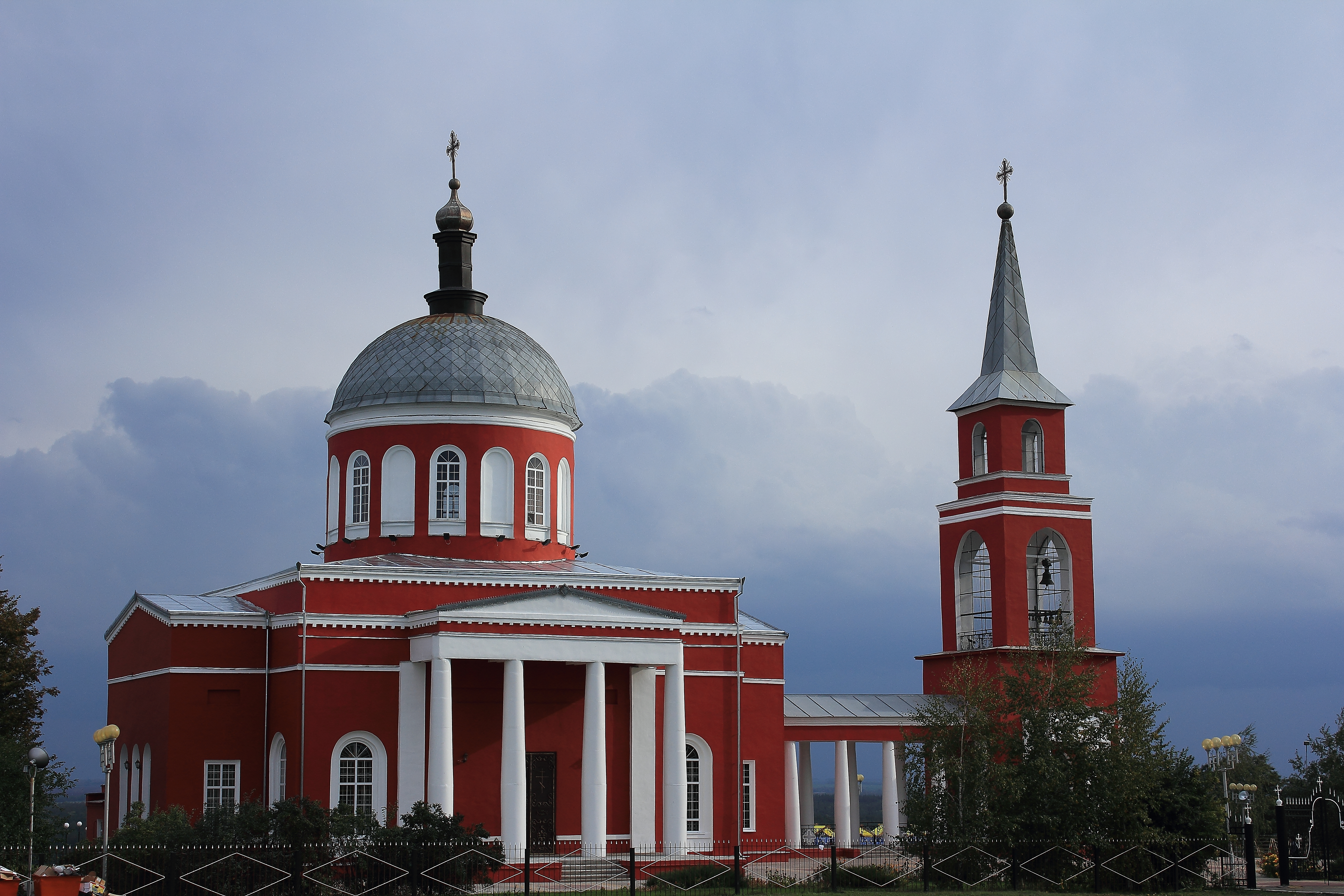
Храм Воскресіння Христового

1727 року Хотмижськ стає повітовим містом Хотмижського повіту новоутвореної Бєлгородської губернії.
1779 року Хотмижський повіт був приєднаний до Слобідсько-Української губернії.
1780 року Слобідсько-Українська губернія перетворена в Харківське намісництво.
1781 року Хотмижськ як повітове місто отримує свій герб, разом з іншими містами намісництва.
Населення Хотмижська станом на 1785 рік налічувало 1693 мешканця (855 чоловиків та 838 жінок).
1797 року Слобідсько-Українська губернія була відновлена. Частина земель скасованого Харківського намісництва відходить до новоутвореної Курської губернії. Хотмижськ стає позаштатним містом Бєлгородського повіту.
1802 року Хотмижськ знову стає повітовим містом відновленого Хотмижського повіту Курської губернії.
23 березня 1838 року Грайворон стає повітовим містом новоутвореного Грайворонського повіту Курської губернії. До міста переводяться повітові ограни влади з Хотмижську, центру скасованого Хотмижського повіту. Сам Хотмижськ став позаштатним містом Грайворонського повіту.
1839 року побудований новий кам'яний храм за проєктом архітектора А. М. Мельникова.
Згідно з переписом населення 1897 року, в Хотмижську мешкало 2 863 мешканця.
1928 року Хотмижськ включено до складу Борисовського району Бєлгородського округу Центрально-Чорноземної області РРФСР. В цьому ж році Хотмижськ було позбавлено статусу міста й стає селом.
1930 року Борисовський округ було скасовано й Борисовський район став напряму підпорядковуватися обласному центру в місті Воронеж.
13 червня 1934 року Центрально-Чорноземна область була поділена на Курську та Воронезьку область.
З 6 січня 1954 року село Хотмижськ входить до складу Борисовського району Бєлгородської області.

## Герби міста
На теперішній час використовується герб, який вперше з'явився у 1781 році. В той час Хотмижськ був повітовим містом Харківського намісництва, що й знайшло відображення в гербі.

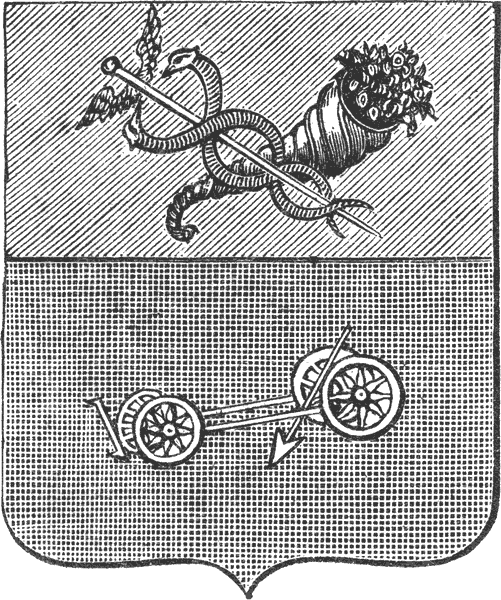
Герб Хотмижська (1781) чорно-білий, з використанням геральдичною штриховкою
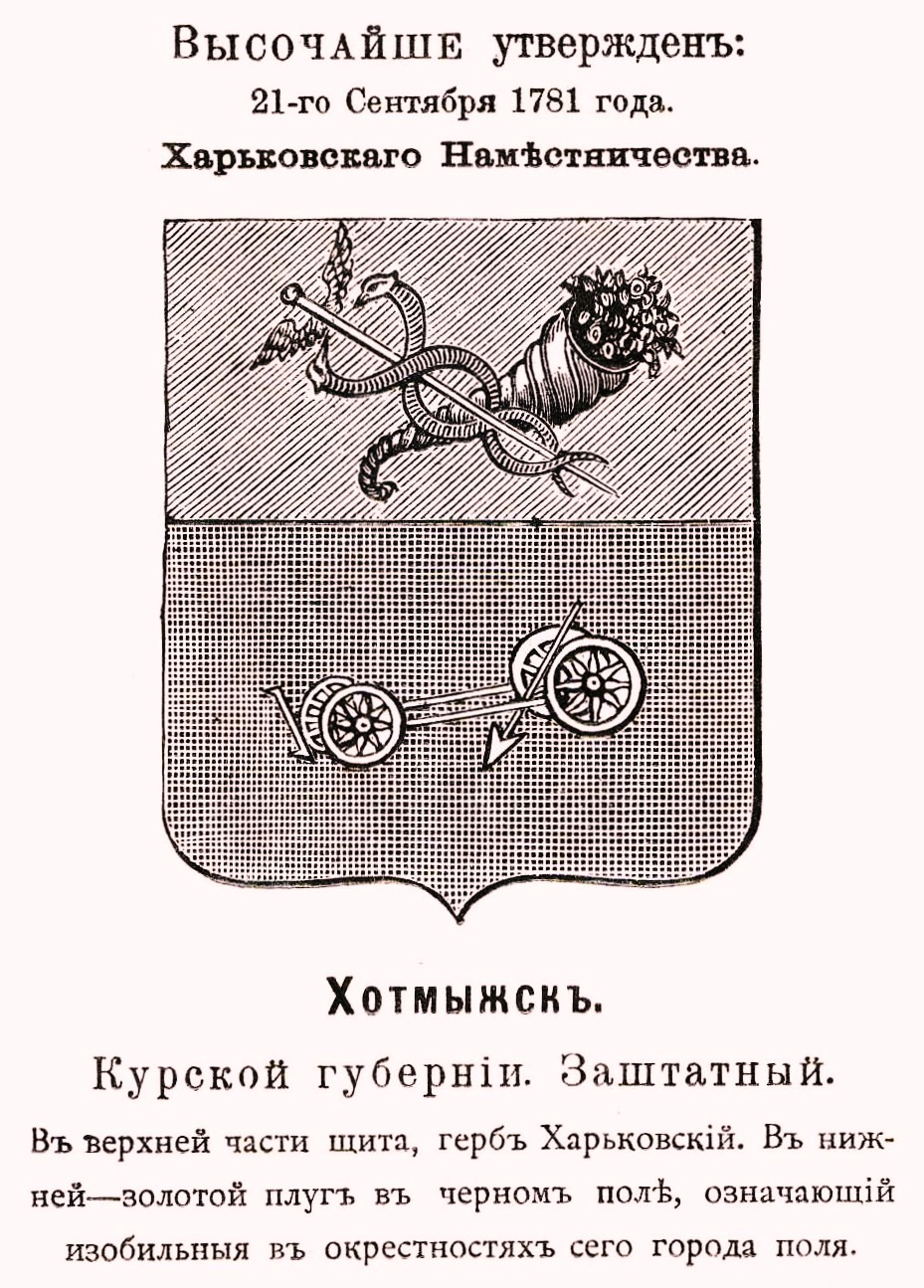
Герб Хотмижська (1781) чорно-білий, з використанням геральдичною штриховкою, з описом
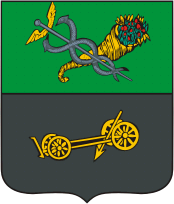
Сучасний герб Хотмижська

### Герб 1781 року
21 вересня 1781 року був затверджений герб Хотмижська, як повітового міста. Це був щит, який поділений за геральдичною практикою XVIII сторіччя навпіл по горизонталі. У верхній частині щиту розташовувався герб намісницького міста Харків, а в нижній частині — герб повітового міста, а також щит, що зображував золотий плуг на чорному полі. Плуг символізував навколишні родючі поля.

## Керівники

### Воєводи
| Прізвище, ім'я, по батькові | Титул, чин     | Роки знаходження на посаді |
| --------------------------- | -------------- | -------------------------- |
| Толстий Василь Іванович     | воєвода        | 1640—1641                  |
| Пушкін Федір Тимофійович    | воєвода        | 1641—1643                  |
| Білосельський               | воєвода, князь | січень 1645                |
| Львов І.                    | воєвода        | 1645                       |
| Волконський М.              | воєвода        | 1646                       |
| Болховський С. І.           | воєвода        | 1648                       |
| Арсеньєв Кирило             | воєвода        | 1650                       |

## Економіка
- Асфальтовий завод.